# Карпенко Віталій Опанасович
Віта́лій Опана́сович Карпе́нко (нар. 3 березня 1941, м. Київ) — український журналіст, науковець, громадський діяч. Завідувач кафедри журналістики в університеті «Україна», публіцист, письменник, народний депутат 1 скликання, кандидат філологічних наук, доктор суспільно-економічних наук Українського Вільного університету (Мюнхен, ФРН), академік Української міжнародної академії оригінальних ідей, голова Асоціації світової української преси (з 08.2001 р.), член президії Національної ради Конґресу української інтеліґенції, член НСЖУ (з 1961 р.), член Національної спілки письменників України (з 1982 р.), заслужений журналіст України (з 1992 р.), член Ради старійшин УНП «Собор» (з 12.1999). Автор 32 книг та підручників.

## Освіта
- Київський державний університет ім. Т. Шевченка, факультет журналістики, 1966;
- кандидатська дисертація «Людина та природа в сучасній радянській прозі (соціальні, моральні та естетичні аспекти)», Академія суспільних наук при ЦК КПРС, 1979;
- докторська дисертація (суспільно-економічні науки) «Вечірній Київ» в контексті національної преси в Україні й діаспорі в боротьбі за незалежність України", м. Мюнхен, Український вільний університет, 1998.

## Біографія
1958–1965 — літпрацівник, заввідділу, заступник редактора снігурівської райгазети Миколаївської області;
1966–1976 — заввідділу обласних газет «Ленінське плем'я», «Південна правда», редактор обласної газети «Ленінське плем'я», м. Миколаїв;
1976-1979 — аспірант Академії суспільних наук при ЦК КПРС, м. Москва; з 1979 — відповідальний секретар журналу «Комуніст України»;
1980–1985 — інструктор сектору газет і журналів при ЦК КПУ;
Грудень 1985 — вересень 2000 — головний редактор газети «Вечірній Київ». Під керівництвом Карпенка газета, яку в добу «перебудови» він спромігся вивести з підпорядкування Київському міськкому КПУ, досягла накладу в 576 тис. екз. 19 серпня 1991 року підтримав «ГКЧП» (ДКНС).
Помічник київського міського голови Київради (з 09.2000 — 2001);
01.1999 — 2006 — професор кафедри видавничої справи та редагування Інституту журналістики Київського національного університету імені Тараса Шевченка.
04.03.1990 обраний народним депутатом України, 1-й тур 64,08 % голосів, 3 претенденти, м. Київ, Прирічний виборчий округ № 14. Входив до Народної Ради. Член Комісії ВР України з питань гласності та засобів масової інформації. На момент обрання — член КПРС. Дата прийняття депутатських повноважень: 15.05.1990 р. Дата припинення депутатських повноважень: 10.05.1994 р.
На викладацькій роботі на факультеті та в інституті журналістики Київського національного університету імені Тараса Шевченка з 1986 року.
Академік Української академії оригінальних ідей (1991), АНВШУ (1998).
03.1994 та 03.1998 — кандидат у народні депутати України; на час виборів: головний редактор газети «Вечірній Київ»; 04.2002 — кандидат у народні депутати України.
16 жовтня 1999 в Києві відбувся Установчий з'їзд Української партії «Єдність», на якому Віталій Карпенко був обраний заступником голови.

## Родина
Батько Опанас Никодимович (1911—1941); мати Олександра Степанівна (1906—1982); дружина Валентина Федорівна (1941) — вчитель; син Ігор (1962) — робітник; дочка Світлана (1968) — журналіст.
Захоплення: шахи, риболовля, город.

### Книги
- «Кінбурнська коса» (1977),
- «Скарби південного степу» (1978),
- «Подорож на острови» (1979),
- «Люди и корабли» (1980),
- «Крізь шторми» (1981),
- «Джерело життя і краси. Проблеми природи, людини, моральності в сучасній радянській прозі» (1983),
- «Глибокий фарватер» (1986),
- «Правды о себе не побоитесь?…» (1986),
- «Тут біля самого моря…» (1989),
- «Японія в глянці і без нього» (1989),
- «Парламент зсередини» (1991),
- «Поодинці — вмирають, виживають — гуртом» (1996),
- «Суд і осуд. Міністр оборони — проти „Вечірнього Києва“, „Вечірній Київ“ — проти шмаровщини» (1996),
- «Скарби південного степу» (1978),
- «На нашій, не своїй землі…» (1998)[3],
- «Поодинці — вмирають, виживають — гуртом»[4]
- «Як повернути манкурту пам'ять?» (1997)[5],
- «Українці в Казахстані» (2000)[6],
- «Українські студії під небом Баварії» (1998),
- «Час каміння збирати» [Архівовано 20 липня 2011 у Wayback Machine.] (1999),
- «Національна ідея в українській періодиці» (1999),
- «Антиукраїнські тенденції в Українській державі» [Архівовано 8 листопада 2011 у Wayback Machine.] (2001),
- «Виклики XXI віку. Політичні хроніки пером публіциста» [Архівовано 8 листопада 2011 у Wayback Machine.] (2006)[7]
- «На крутому повороті» (2004)[8]

### Підручники
- «Публіцистика незалежної України» (2009)[9],
- «Майбутнє за нами» (2008)[10],
- «Інформаційна політика та безпека» (2006)[11],
- «Майстерність редактора» (2006)[12]* «Преса і незалежність України» (2003)[13],
- «Редакторська справа: проблеми майстерності» (2005)[14],
- «Преса і незалежність України. Практика медіа-політики 1988—1998 рр.» (2003),
- «Журналістика: основи професійної комунікації» (2002)[15].
- «Газетні жанри як комунікативні форми журналістики» (2002)[16]

## Нагороди
Ордени:
- «За заслуги» III ступеня (01.2007)[17],
- Святого рівноапостольного князя Володимира Великого (1998),
- Христа Спасителя (2001),
- Лицарської доблесті V ст. (1999) і IV ст. (2001);
- Знак Пошани Київради (2001),
- медаль ВУТ «Просвіта» ім. Т.Шевченка «Будівничий України» (1999),
- Медаль ім. Г. Ващенка (2006, Всеукр. пед. т-во ім. Г.Ващенка).
- Медаль «Почесна відзнака» (2006, НСПУ).
- медаль «Ветеран праці» (1984);